# Rigidoporus hainanicus
Rigidoporus hainanicus är en svampart som beskrevs av J.D. Zhao & X.Q. Zhang 1991. Rigidoporus hainanicus ingår i släktet Rigidoporus och familjen Meripilaceae.   Inga underarter finns listade i Catalogue of Life.